# Johannes von Lübeck
Johannes von Lübeck, auch Libek, tschechisch Jan z Lübecku, veraltet Jan z Lubeku (* um 1430 in Lübeck; † 16. Januar 1502 in Prag) war ein deutscher hussitischer Theologe.

## Leben
Johannes von Lübeck soll an der Universität Rostock studiert und dort Magister geworden sein, konnte aber bisher nicht mit einem in der Universitätsmatrikel dokumentierten Studenten identifiziert werden. 1467 ging er nach Prag, wo er sich den Hussiten anschloss. Er lehrte Theologie an der Universität Prag; 1497 ist er zuletzt
als Dozent nachgewiesen.
Von ihm sind mehrere Prager Vorlesungen auf Latein von 1470/71 erhalten, außerdem ein unvollendeter Psalmenkommentar und Traktate über die Sakramente, darunter über die hussitische Lehre der Eucharistie. Andere lateinische Predigten und Kommentare sind durch Erwähnungen und Zitate in anderen Texten nachweisbar.
In der neueren Forschung gilt Johannes von Lübeck als derjenige, der zwei Schriften von Johannes Hus in die Mittelniederdeutsche Sprache übersetzte, die damals führende Schriftsprache im Norden Mitteleuropas und Lingua franca in der Nordhälfte Europas. Vermutlich durch Vermittlung von Nicolaus Rutze wurden sie zusammen um 1480 in Lübeck vom Drucker des Calderinus, der entweder mit Johann Snell oder Lucas Brandis gleichzusetzen ist, gedruckt. Das Werk mit dem Titel Dat Bôkeken van deme Rêpe, original von Hus 1412 verfasst, ist als Inkunabel in der Universitätsbibliothek Rostock erhalten. Neben dem gleichnamigen Traktat, einer durchaus kirchenkonformen Darstellung eines heiligen Lebens anhand des Bildes vom Reep der Erlösung mit seinen drei Strängen Glaube, Liebe und Hoffnung enthält das Buch eine deutlich ausführlichere Auslegung der Zehn Gebote, des Vaterunsers und des Apostolischen Glaubensbekenntnisses mit dem Titel De uthlegghinge ouer den louen (Auslegung über den Glauben), anhand dessen Hus scharfe Kritik an der hierarchisch organisierten Papstkirche, dem Opfer- und dem Heiligenkult übte. Gegenüber Hus’ Original ist die mittelniederdeutsche Fassung aber deutlich abgeschwächt. Beide Texte gelten als erste Hus-Drucke überhaupt. Ihre Wirkung war aber begrenzt.

## Werke

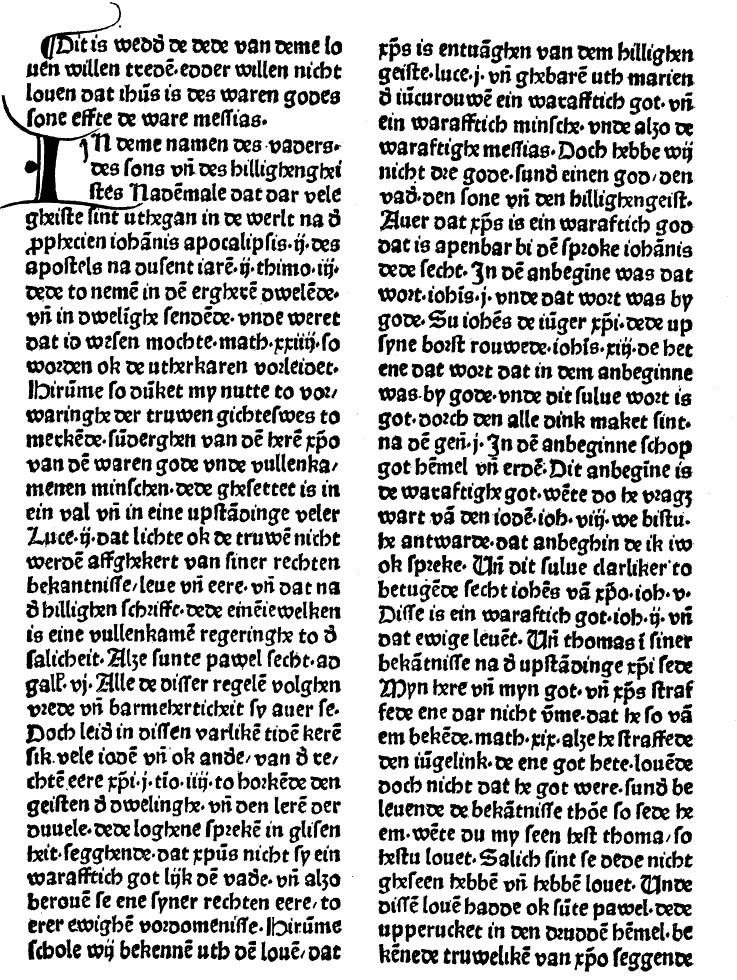
Beginn der uthlegghinge ouer den louen.

- Dat bokeken van deme repe., De uthlegghinge ouer den louen. Lübeck: Drucker des Calderinus [= Johann Snell ?] , um 1481 (Dat bokeken van deme repe im Gesamtkatalog der Wiegendrucke (GW-Nummer GW13672))

Ausgabe: Karl Nerger: Dat Bôkeken van deme Rêpe des Nicolaus Rutze van Rostock. Schulprogramm Gymnasium und Realgymnasium Rostock 1886 (Digitalisat)
Faksimile-Druck mit Einleitung von Amedeo Molnár. Hildesheim: Olms 1971 (= N.L. v. Zinzendorf. Materialien und Dokumente. Reihe 1, Bd. 2)